# NOFV-Futsal-Liga 2016/17
Die NOFV-Futsal-Liga 2016/17 war die vierte Saison der NOFV-Futsal-Liga, der höchsten Futsalspielklasse in Nordostdeutschland. Meister wurde der VfL 05 Hohenstein-Ernstthal vor dem FC Liria Berlin. Beide Mannschaften qualifizierten sich für die Deutsche Futsal-Meisterschaft 2017.

## Hauptrunde

### Staffel Nord
| Pl. | Verein                     | Sp. | S  | U | N | Tore    | Diff. | Punkte |
| --- | -------------------------- | --- | -- | - | - | ------- | ----- | ------ |
| 1.  | FC Liria Berlin            | 10  | 10 | 0 | 0 | 103:300 | +73   | 30     |
| 2.  | CFC Hertha 06              | 10  | 8  | 0 | 2 | 075:380 | +37   | 24     |
| 3.  | HSG Universität Greifswald | 10  | 4  | 2 | 4 | 039:510 | −12   | 14     |
| 4.  | Hertha BSC                 | 10  | 3  | 1 | 6 | 057:540 | +3    | 10     |
| 5.  | Grünauer BC                | 10  | 2  | 0 | 8 | 031:680 | −37   | 06     |
| 6.  | UFK Potsdam 08             | 10  | 1  | 1 | 8 | 044:108 | −64   | 04     |

| Zum Ende der Hauptrunde 2016/17:                            |
| Teilnahme an der Finalrunde: FC Liria Berlin, CFC Hertha 06 |

### Staffel Süd
| Pl. | Verein                          | Sp. | S | U | N  | Tore    | Diff. | Punkte |
| --- | ------------------------------- | --- | - | - | -- | ------- | ----- | ------ |
| 1.  | VfL 05 Hohenstein-Ernstthal (M) | 10  | 9 | 0 | 1  | 089:220 | +67   | 27     |
| 2.  | Rot-Weiß Neuenhagen             | 10  | 7 | 1 | 2  | 096:370 | +59   | 22     |
| 3.  | Futsal-Giganten Westsachsen     | 10  | 6 | 0 | 4  | 105:670 | +38   | 18     |
| 4.  | 1894 Berlin                     | 10  | 4 | 1 | 5  | 106:720 | +34   | 13     |
| 5.  | HOT Junior Futsal               | 10  | 3 | 0 | 7  | 055:710 | −16   | 09     |
| 6.  | SV Eintracht Magdeburg          | 10  | 0 | 0 | 10 | 020:202 | −182  | 0      |

| Zum Ende der Hauptrunde 2016/17:                                              |
| Teilnahme an der Finalrunde: VfL 05 Hohenstein-Ernstthal, Rot-Weiß Neuenhagen |

## Finalrunde
| Pl. | Verein                          | Sp. | S | U | N | Tore    | Diff. | Punkte |
| --- | ------------------------------- | --- | - | - | - | ------- | ----- | ------ |
| 1.  | VfL 05 Hohenstein-Ernstthal (M) | 3   | 3 | 0 | 0 | 023:100 | +13   | 09     |
| 2.  | FC Liria Berlin                 | 3   | 2 | 0 | 1 | 016:130 | +3    | 06     |
| 3.  | Rot-Weiß Neuenhagen             | 3   | 1 | 0 | 2 | 013:210 | −8    | 03     |
| 4.  | CFC Hertha 06                   | 3   | 0 | 0 | 3 | 010:180 | −8    | 0      |

| Zum Saisonende 2016/17: |
| Meister und Teilnahme an der Deutschen Futsal-Meisterschaft 2017: VfL 05 Hohenstein-Ernstthal Teilnahme an der Deutschen Futsal-Meisterschaft: FC Liria Berlin |